# Two Step Moraine
Die Two Step Moraine (englisch für Zwei-Stufen-Moräne) ist eine etwa 250 mal 250 m große Fläche aus feinem Moränengeröll auf der westantarktischen Alexander-I.-Insel. Sie liegen am Fuß der Two Step Cliffs. Besondere Merkmale dieser Fläche sind der feuchte Untergrund, zwei darauf befindliche Tümpel und der Reichtum an Moosen, Algen und Cyanobakterien.
Das UK Antarctic Place-Names Committee benannte sie 1993 in Anlehnung an die gleichnamigen Kliffs.